# 塞爾 (挪威)
塞爾（挪威語：Sel）是挪威的一個市镇，位於内陆郡，行政中心为奧塔镇。市镇面积为905平方公里，人口数量为6,088人（2004年），人口密度为每平方公里7人。